# 木城洞主教座堂
木城洞圣母无罪始胎圣堂（목성동성당）是天主教安东教区的主教座堂，位于庆尚北道安东市木城洞。

## 历史
1927年6月14日成立堂区。1969年5月29日安东教区成立，该堂升格为主教教堂。